# Bitwa pod Trutnovem

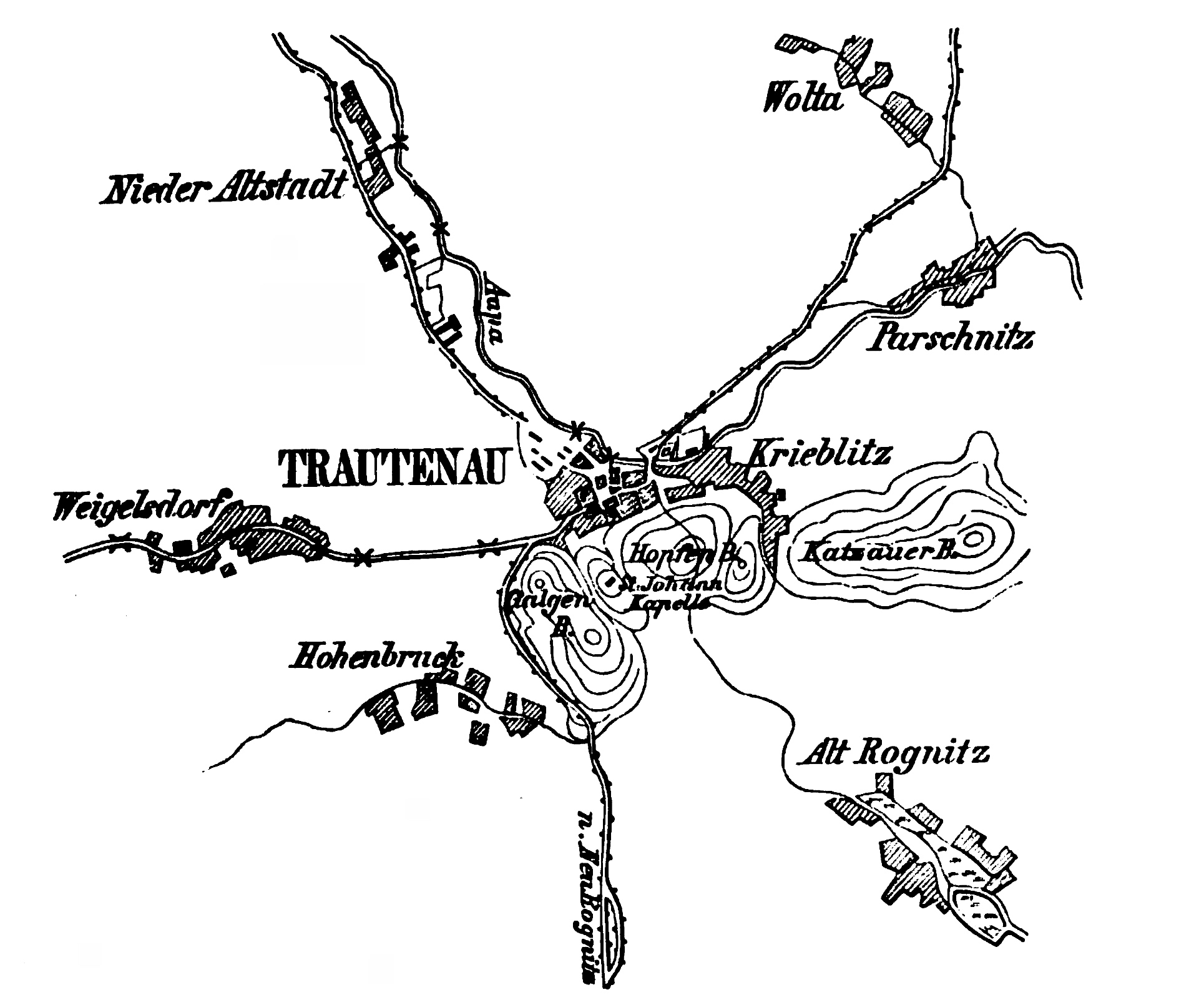
Mapa miejsca bitwy pod Trutnovem.

Bitwa pod Trutnovem (Trautenau) – starcie zbrojne, które miało miejsce 27 czerwca 1866 pod miastem Trutnov (niem. Trautenau), na północny wschód od Hradca Králové między pruskim I korpusem a austriackim X korpusem podczas wojny prusko-austriackiej o hegemonię w Związku Niemieckim za czasów Ottona von Bismarcka.
Bitwa miała miejsce w pasie działania I korpusu pruskiego (1 i 2 dywizja), w końcowej fazie forsowania Sudetów i wkraczania do Czech. Jednostkami pruskimi dowodził gen. Adolf von Bonin, który był żółtodziobem z nominacji królewskiej. Jego przeciwnikiem był X korpus austriacki słynnego (z czasów wojny duńskiej 1864 roku) generała Ludwiga von Gablenza. W  jego skład wchodziły brygady dowodzone przez: Fridricha von Mondela, Alberta Knebela, Alfonsa von Wimpffena, Grivicica.
Początkowo Mondel zajmował Trautenau i strategiczne wzgórza na południe od miasta. Pod naciskiem Prusaków wyłaniających się z Bramy Lubawskiej (niem. przełęczy Landeshut) (Landeshut – dziś Kamienna Góra) o 12:00 odstąpił od miasta, zgodnie z rozkazami. Niestety dla Austriaków brygada Mondela była jedyną na miejscu z X korpusu.
Gablenz, żeby osiągnąć sukces i zablokować ważne skrzyżowanie w Trutnovie, musiał odebrać Prusakom wzgórza (Hopfenberg, Johannesberg, Szubieniczne). Aby to osiągnąć skierował brygadę Wimpffena ku centrum szyku pruskiego, a Grivicica na prawo, z zadaniem obejścia flanki. Jego ostatnia brygada – Knebela – miała pojawić się na polu z opóźnieniem.
Do wsparcia wystawił 40 świetnych austriackich dział, które znacznie górowały nad pruskimi i rozpoczął ostrzał pruskiego centrum. Prusacy zdołali na strome stoki wzgórz wciągnąć ledwie 10 dział i nie mieli za bardzo jak odpowiadać.
Generał Bonin, nigdy w życiu nie słyszał takiej kanonady (jedna z baterii Gablenza wystrzeliła wtedy co najmniej 2360 pocisków). Rozumiejąc, że taki ostrzał oznacza przygotowanie do szturmu sił drugiego co do sławy austriackiego generała, generał Bonin zdecydował wycofać się z Trutnova i górujących nad miastem wzgórz z powrotem na północ.
W tym czasie brygady Wimpffena i Grivicica uderzyły na Prusaków na bagnety (walka wręcz). Uformowane były w półbatalionowe kolumny i łatwo przełamały cienką linię pruskich tyralierów. Ale potem atak załamał się, gdy kolumny utknęły w trudnym terenie. Zmasowane formacje Grivicica nie miały szans przeciwko karabinowi igłowemu – szybki ogień rozproszył je i odepchnął. Spłynęły z powrotem w dół, zostawiając za sobą dziesiątki zabitych i rannych. Grivicic meldował, że straty w tym jednym epizodzie przekroczyły łączną liczbę strat z trzech poprzednich wojen w jakich brał udział. Natarcie Wimpffena, prowadzone po nierównym, zalesionym zboczu utknęło tuż pod szczytem a jego brygada została przerzedzona spokojnym, celnym ogniem straży tylnej I korpusu – dwóch batalionów wschodniopruskiego 43 pułku.
W tym momencie generał Bonin znalazł się w kropce. Właśnie prowadził odwrót elitarnego korpusu wschodniopruskiego, podczas gdy 4 bataliony tylnej straży, obsadzające świetną pozycję obronną, zajęte były wymierzaniem cięgów całemu austriackiemu X korpusowi. Ponieważ jednak wszystkie drogi w okolicy Trutnova były już zapchane kolumnami transportowymi, nie było możliwości dosłania posiłków na wzgórza. W ten sposób 14 batalionów I korpusu i większość jego artylerii nie oddała w bitwie ani jednego strzału.
Głównodowodzący armii pruskiej Helmut Bernhard von Moltke był zdetonowany, bo zachowanie I korpusu mocno zagrażało planowi wojny z Austrią. Kanclerz Otto von Bismarck nazwał Trutnov „policzkiem, który wstrząsnął całą pruską armią”. Generał Bonin znalazł się w niełasce. „Nie możemy wszyscy być bohaterami” wybąkał do członków swojego sztabu, gdy jego korpus odpływał na północ.
W międzyczasie dwa pruskie bataliony na wzgórzach skryły się w kłębach dymu prochowego, który ukrył przybycie na pole walki ostatniej brygady generała Gablenza. Jej dowódca, płk Knebel zdecydował się zlekceważyć rozkaz pozostania w rezerwie wydany przez Gablenza. Potem pisał: „Uznałem, że nieprzyjaciel musi być już osłabiony i powtarzane szturmy mojej brygady złamią go”. Uderzył na pruskie prawe skrzydło tracąc 43 oficerów i 859 szeregowych – jednak ostatecznie połączone wysiłki Knebela i Wimpffena zepchnęły pruską straż tylną ze wzgórz do Trutnova, skąd ostatnie oddziały pruskie ruszyły w ślad za I korpusem.
Koniec końców krwawo okupione zwycięstwo Austriaków okazało się zupełnie bez znaczenia. Generał Gablenz musiał się pilnie wycofać z Trutnova, bo od południowego wschodu, w kierunku jego osłoniętej dwoma batalionami flanki zbliżał się cały pruski korpus gwardii.
Pomimo zdecydowanej przewagi w artylerii brygady Gablenza straciły 5000 ludzi, podczas gdy Prusacy 1 300. W dodatku Prusacy tylko 56 oficerów – Austriacy 191. Większość rannych po prostu pozostawiono, aż umarli z ran czy upływu krwi.